# College (1927)
College is een stomme film uit 1927 onder regie van James W. Horne.

## Verhaal
Ronald is een topstudent, maar doet het minder goed op sportgebied. In poging om Mary Haynes te verleiden, gaat Ronald naar een atletische academie. Terwijl hij de dagelijkse activiteiten maar met moeite kan bijhouden, krijgt hij ook concurrentie, wanneer de meer sportieve en intimiderende Jeff Brown nu ook achter Mary aan gaat.

## Rolverdeling
| Acteur          | Personage      |
| --------------- | -------------- |
| Buster Keaton   | Ronald         |
| Anne Cornwall   | Mary Haynes    |
| Harold Goodwin  | Jeff Brown     |
| Florence Turner | Ronalds moeder |